# Eva Koudelková
Eva Koudelková (* 6. března 1949 Náchod) je česká spisovatelka, nakladatelka a vysokoškolská pedagožka.

## Životopis

### Vysokoškolské vzdělání
Vystudovala obory český jazyk - anglický jazyk na Filozofické fakultě Univerzity Karlovy v Praze.

### Zaměstnání
Po vysokoškolském studiu se věnovala pedagogické činnosti, učila na Střední ekonomické škole v Berouně a na jazykové škole v Liberci. Od roku 1990 působí na Pedagogické fakultě Technické univerzity v Liberci, kde vyučuje regionální literaturu, literaturu světovou a meziválečnou českou. Zabývá se pověstmi z Liberecka a Náchodska. Od roku 2000 je editorkou a majitelkou rodinného nakladatelství Bor.

### Činnost nakladatelství
Spolupracuje s redakcemi časopisů Ladění, Rodný kraj, Tvar, Tvořivá dramatika či s česko-polským časopisem Ziemia Kłodzka. Zájem o regionální literaturu proměnila v založení nakladatelství Bor zaměřujícího se na Liberecký, Královéhradecký a Pardubický region. Účastní se přednášek a besed pro veřejnost, kde představuje knihy i tematiku regionální literatury.

## Zaměření
Koudelková se věnuje regionální próze, zaměřuje se na žánr pověstí, sbírá lidová vyprávění. Její tvorba začala v 90. letech 20. století. Věnuje se zejména Liberecku, Broumovsku, dále  Frýdlantsku a Jizerským horám, Kladskému pomezí, její činnost obsahuje i pověsti z Orlických hor. „Ve svých odborných pracích i ediční činnosti se místně zaměřuje převážně na náchodský a liberecký region, tematicky na problematiku lidových vyprávění českých i německých obyvatel obou regionů“. Ve svém odborném působení se zabývala i fenoménem Krakonoše a vydala monografii o této regionální postavě.

## Tvorba (výběr)
- KOUDELKOVÁ, Eva. Krakonoš v literatuře: Kapitoly k literárnímu ztvárnění látky o Krakonošovi. 2006. 336 s. ISBN 80-86807-231.